# Augusto Witting
Augusto Witting (Napoli, 1º agosto 1846 – 24 maggio 1924) è stato un ammiraglio e scrittore italiano. Comandante del Porto di Napoli per la industrializzazione e ristrutturazione di quella parte della città, condusse la rinascita della attività portuali, ai primi del '900 con l'appoggio del Governo Nitti.

Ammiraglio Augusto Witting

Ad Augusto Witting si deve la valorizzazione
del porto, egli fu animatore
del dibattito culturale del
tempo e fraterno amico di Francesco Saverio Nitti. Fu membro della commissione (R.D. 10/04/1902) per lo studio dello stato della industrie di Napoli e l'individuazione di provvedimenti per lo sviluppo ed ispiratore della Legge speciale per Napoli del 1904 per lo sviluppo ed ammodernamento del porto.
Nominato comandante, Witting pubblicò nel 1908 un saggio sulle condizioni e potenzialità del Porto di Napoli avviando altresì l'espansione
verso Est per agganciare la zona industriale.
Nel 1908 Witting ebbe in Consiglio
comunale un'accesa discussione lamentando un ritardo nell'attuazione
di lavori relativi ai difetti
dell'antico porto, all'ampliamento
del nuovo e alla correzione di alcuni
servizi. Citò a questo riguardo 
l'inefficienza della carovana dei
facchini, composta da un personale
anziano che sub-appaltava
il lavoro ad alcuni giovani in quantità 
insufficiente. Questo disservizio aveva ripercussioni concrete
sugli affari e sul commercio: la merce veniva infatti consegnata
a bordo, in quanto era impossibile per gli armatori di passaggio orientarsi
nel ginepraio delle tariffe dei
facchini, oltre che nell'organizzazione o disorganizzazione
del porto.
Al porto mancava un deposito ed attracco per
i bastimenti che scaricavano carbone. Il ministro Emmanuele Gianturco
appaltò i lavori del
primo sporgente ai
Granili, ma il Witting affermò
che i lavori -che già stavano iniziando- non avrebbero prodotto
alcun beneficio se, alle banchine e
ai piazzali non si univano i binari
ferroviari, gli elevatori e le gru elettriche.
L'ampliamento della Stazione
Marittima per il traffico passeggeri (che fino al 1898 era presso il molo
dall'Immacolatella) fu realizzato con una intromissione dell'ammiraglio Carlo Alberto Racchia del Ministero
della Marina. L'Immacolatella Nuova nel giro di pochi anni si rivelò inadeguato all'aumentato flusso di passeggeri.
Witting osservò che in 15
anni il movimento del porto si era
quadruplicato, le merci erano passate
da 3 milioni di tonnellate a 12
e i passeggeri erano passati da 200
mila ad un 1 milione.
Ammiraglio della Regia Marina, fu Capitano di Porto di prima classe e Cavaliere del Regno, a lui è dedicata una strada nella zona portuale.
Figlio di Teodoro Guglielmo (Braunschweig, 1793-Firenze, 1860), incisore di origine tedesca, e di Flora Vianelli, sorella di Achille Vianelli. Era fratello di Gustavo, un esponente della Scuola di Posillipo. Augusto sposò la cugina Elena Gigante, primogenita di Giacinto Gigante ed Eloisa Vianelli, un'altra sorella di Achille Vianelli. 

## Pubblicazioni
- Condizioni e potenzialità del Porto di Napoli in relazione ai bisogni delle industrie e del commercio, Napoli 1908
- Il progetto definitivo per l'ampliamento del Porto di Napoli, Napoli 1908.
- Il porto e la città di Napoli ai primi del 900, Napoli, insieme a Nitti F.S. (Ristampa Napoli Civita 1984, pp. 210)
- Il problema portuale di Napoli ed il lago d'Averno, Napoli, Coop.Tipogr.1910. In-4°:pp. 23n.+ 1 Tav. ripiegata che costituisce Il Progetto di Costruzione di un Porto Mercantile sul Lago d'Averno.
- DISCORSO pronunziato dal Comm.A.WITTING Presidente del Consiglio Direttivo dell'Associazione nella tornata dei $ Aprile 1909. Napoli, Tocco e Salvietti, 1909.In-4°:pp. 10n. con 1 Tavola ripiegata alla fine.
- DISCORSO pronunziato dal Comm.Augusto WITTING Consigliere Comunale di Napoli nella Seduta consiliare del 22 agosto 1910 (Estratto dal Verbale del Consiglio Comunale). In-4°:pp. 11n.
- DISCORSO pronunziato dal Comm:Augusto WITTING , Consigliere Comunale di Napoli, nella seduta consiliare del 20 gennaio 1911 (Estratto dal Verbale del Consiglio Comunale). In-4°:pp. 12n:.